# 群馬県中学校一覧
群馬県中学校一覧（ぐんまけんちゅうがっこういちらん）は、群馬県の中学校および中等教育学校（前期課程）の一覧。

## 国立中学校
- 群馬大学共同教育学部附属中学校

## 公立中学校・中等教育学校

### 前橋市
- 前橋市立第一中学校
- 前橋市立第三中学校
- 前橋市立第五中学校
- 前橋市立第六中学校
- 前橋市立第七中学校
- 前橋市立桂萱中学校
- 前橋市立芳賀中学校
- 前橋市立元総社中学校
- 前橋市立東中学校
- 前橋市立南橘中学校
  - 前橋市立荒牧小学校・南橘中学校みやま分校
- 前橋市立木瀬中学校
- 前橋市立荒砥中学校
- 前橋市立鎌倉中学校
- 前橋市立箱田中学校
- 前橋市立大胡中学校
- 前橋市立宮城中学校
- 前橋市立粕川中学校
- 前橋市立富士見中学校
- 前橋市立みずき中学校
- 前橋市立明桜中学校

### 高崎市

#### 県立
- 群馬県立中央中等教育学校

#### 市立
- 高崎市立第一中学校
- 高崎市立並榎中学校
- 高崎市立豊岡中学校
- 高崎市立中尾中学校
- 高崎市立長野郷中学校
- 高崎市立大類中学校
- 高崎市立塚沢中学校
- 高崎市立片岡中学校
- 高崎市立佐野中学校
- 高崎市立南八幡中学校
- 高崎市立倉賀野中学校
- 高崎市立高南中学校
- 高崎市立寺尾中学校
- 高崎市立八幡中学校
- 高崎市立矢中中学校
- 高崎市立高松中学校
- 高崎市立倉渕中学校
- 高崎市立箕郷中学校
- 高崎市立群馬中央中学校
- 高崎市立群馬南中学校
- 高崎市立新町中学校
- 高崎市立榛名中学校
- 高崎市立吉井中央中学校
- 高崎市立吉井西中学校
- 高崎市立入野中学校

### 桐生市
- 桐生市立中央中学校
- 桐生市立清流中学校
- 桐生市立境野中学校
- 桐生市立広沢中学校
- 桐生市立梅田中学校
- 桐生市立相生中学校
- 桐生市立川内中学校
- 桐生市立桜木中学校
- 桐生市立新里中学校
- 桐生市立黒保根学園（義務教育学校）

### 伊勢崎市

#### 県立
- 群馬県立みらい共創中学校

#### 市立
- 伊勢崎市立殖蓮中学校
- 伊勢崎市立宮郷中学校
- 伊勢崎市立第一中学校
- 伊勢崎市立第二中学校
- 伊勢崎市立第三中学校
- 伊勢崎市立第四中学校
- 伊勢崎市立赤堀中学校
- 伊勢崎市立あずま中学校
- 伊勢崎市立境北中学校
- 伊勢崎市立境西中学校
- 伊勢崎市立境南中学校
- 伊勢崎市立四ツ葉学園中等教育学校

### 太田市
- 太田市立西中学校
- 太田市立東中学校
- 太田市立南中学校
- 太田市立休泊中学校
- 太田市立強戸中学校
- 太田市立宝泉中学校
- 太田市立毛里田中学校
- 太田市立城西中学校
- 太田市立城東中学校
- 太田市立旭中学校
- 太田市立尾島中学校
- 太田市立木崎中学校
- 太田市立生品中学校
- 太田市立綿打中学校
- 太田市立藪塚本町中学校
- 太田市立太田中学校（併設型中高一貫教育校）
- 太田市立北の杜学園（義務教育学校）

### 沼田市
- 沼田市立沼田中学校
- 沼田市立沼田南中学校
- 沼田市立沼田西中学校
- 沼田市立沼田東中学校
- 沼田市立池田中学校
- 沼田市立薄根中学校
- 沼田市立白沢中学校
- 沼田市立利根中学校
- 沼田市立多那中学校

### 館林市
- 館林市立第一中学校
- 館林市立第二中学校
- 館林市立第三中学校
- 館林市立第四中学校
- 館林市立多々良中学校

### 渋川市
- 渋川市立渋川中学校
- 渋川市立渋川北中学校
- 渋川市立金島中学校
- 渋川市立古巻中学校
- 渋川市立伊香保中学校
- 渋川市立子持中学校
- 渋川市立赤城南中学校
- 渋川市立赤城北中学校
- 渋川市立北橘中学校

### 藤岡市
- 藤岡市立東中学校
- 藤岡市立北中学校
- 藤岡市立小野中学校
- 藤岡市立西中学校
- 藤岡市立鬼石中学校

### 富岡市
- 富岡市立富岡中学校
- 富岡市立東中学校
- 富岡市立西中学校
- 富岡市立北中学校
- 富岡市立南中学校
- 富岡市立妙義中学校

### 安中市
- 安中市立第一中学校
- 安中市立第二中学校
- 安中市立松井田中学校

### みどり市
- みどり市立大間々中学校
- みどり市立大間々東中学校
- みどり市立笠懸中学校
- みどり市立笠懸南中学校
- みどり市立あずま小中学校

### 北群馬郡
- 吉岡町立吉岡中学校
- 榛東村立榛東中学校

### 多野郡
- 上野村立上野中学校
- 神流町立中里中学校

### 甘楽郡
- 下仁田町立下仁田中学校
- 南牧村立なんもく学園義務教育学校
- 甘楽町立甘楽中学校

### 吾妻郡
- 中之条町立中之条中学校
- 中之条町立六合中学校
- 長野原町立長野原中学校
- 嬬恋村立嬬恋中学校
- 草津町立草津中学校
- 高山村立高山中学校
- 東吾妻町立東吾妻中学校

### 利根郡
- 片品村立片品中学校
- 川場村立川場中学校
- 昭和村立昭和中学校
- みなかみ町立みなかみ中学校

### 佐波郡
- 玉村町立玉村中学校
- 玉村町立南中学校

### 邑楽郡
- 板倉町立板倉中学校
- 明和町立明和中学校
- 千代田町立千代田中学校
- 大泉町立南中学校
- 大泉町立北中学校
- 大泉町立西中学校
- 邑楽町立邑楽中学校
- 邑楽町立邑楽南中学校

## 私立中学校
- ぐんま国際アカデミー中等部
- 共愛学園中学校
- 白根開善学校中等部
- 新島学園中学校
- 樹徳中学校
- 桐生大学附属中学校
- 東京農業大学第二高等学校中等部